# سفارة فنزويلا في روسيا
سفارة فنزويلا في روسيا هي أرفع تمثيل دبلوماسي لدولة فنزويلا لدى روسيا. تقع السفارة في موسكو وهي تهدف لتعزيز المصالح الفنزويلية في روسيا.

## وصلات خارجية
- قائمة سفارات فنزويلا
- قائمة السفارات في روسيا